# 李恍
李恍（1931年—2009年），男，辽宁沈阳人，中国剧作家、演员，曾任海军政治部话剧团副团长兼编导室主任，中国戏剧家协会理事。